# مرير جليلي
المرير الجليلي واسمه العلمي (باللاتينية: Picris galilaea) نوع نباتي ينتمي إلى جنس المرير من الفصيلة النجمية.

## الموئل والانتشار
موطنه بلاد الشام.

## مرادفات للاسم العلمي
- (باللاتينية: Hagioseris galilaea Boiss.)